# Wyższa Szkoła Techniczno-Humanistyczna Kadry dla Europy w Poznaniu
Wyższa Szkoła Techniczno-Humanistyczna Kadry dla Europy w Poznaniu – uczelnia niepubliczna założona w 2005 roku.
W 2025 roku witryna internetowa http://www.kde.edu.pl/ nie prezentuje treści związanych z uczelnią.

## Władze
- Rektor – dr Barbara Kochańska
- Dziekan – dr Maria Jolanta Bąk
- Kanclerz – Andrzej Roszkiewicz

## Edukacja
Wyższa Szkoła Techniczno-Humanistyczna KdE prowadzi: studia I stopnia (licencjackie i inżynierskie), studia II stopnia (magisterskie) i studia podyplomowe na kierunkach:
- Architektura i Urbanistyka (inżynierskie)
- Ekonomia (licencjackie)
- Filologia (licencjackie)
- Pedagogika (licencjackie)
- Turystyka i Rekreacja (licencjackie i magisterskie).